# NGC 5273
NGC 5273 é uma galáxia lenticular (S0) localizada na direcção da constelação de Canes Venatici. Possui uma declinação de +35° 39' 14" e uma ascensão recta de 13 horas, 42 minutos e 08,3 segundos.
A galáxia NGC 5273 foi descoberta em 1 de Maio de 1785 por William Herschel.